# Juan de Jesús y María (1895-1937)
Juan Otazua y Madariaga, más conocido como Juan de Jesús y María, (Rigoitia, 8 de febrero de 1895 - 3 de abril de 1937) fue un religioso y sacerdote de la Orden Trinitaria, fusilado por los milicianos del Bando Republicano, durante la guerra Civil española del siglo XX, y beatificado por el papa Benedicto XVI en el 2007.

## Biografía

### Origen y formación
Juan de Jesús y María nació el 8 de febrero de 1895 en la pequeña localidad de Rigoitia, en la provincia de Vizcaya (España).
El 30 de septiembre de 1913 comenzó su noviciado con los religiosos trinitarios en el Santuario de la Bien Aparecida (Cantabria). Hizo su profesión simple en dicho santuario, el 11 de octubre de 1914, allí cambió su nombre a Juan de Jesús y María. Estudió la filosofía en la Bien Aparecida y en Córdoba y la teología en La Rambla. Profesó sus votos solemnes en la casa de la Trinidad de Córdoba el 17 de mayo de 1918. Fue ordenado sacerdote el 23 de octubre de 1921 en Madrid.

### Cargos
Por muchos años fue conventual de la casa de la Trinidad de Madrid y ejerció su labor pastoral en la iglesia de los vascos de San Ignacio de Loyola, en el hoy conocido barrio de Las Letras. Era conocido por su excelente dominio de la música, especialmente del violoncelo.
En marzo de 1936 la iglesia de San Ignacio fue incendiada por las turbas, en el ambiente de guerra civil, lo que llevó a la desintegración de la comunidad trinitaria y la repartición de los religiosos por diversos conventos de España. A Juan de Jesús y María le trasladaron al Santuario de la Virgen de la Cabeza en Andújar.

### Martirio
El 28 de julio de 1936 la comunidad de los trinitarios del Santuario, también fue dispersada, algunos de sus religiosos fueron arrestados y ejecutados días después, sin embargo a Juan solo le condenaron a 20 años de prisión. A pesar de la sentencia, la noche del 2 de abril de 1937 milicianos le sacaron de la prisión y le llevaron al cementerio de la Mancha Real (Jaén), donde le fusilaron en la madrugada del día siguiente. Juan de Jesús y María contaba con 42 años de edad. Su cuerpo fue destrozado y sepultado en una fosa para no ser reconocido.

## Beatificación
Juan de Jesús y María fue beatificado por el papa Benedicto XVI el 28 de octubre de 2007. Su nombre se encuentra incluido en la lista encabezada por Mariano de San José y compañeros mártires, que a su vez se halla en la numerosa lista de 498 mártires del siglo XX de España. La ceremonia de beatificación fue presidida por el prefecto de la Congregación para las Causas de los Santos, José Saraiva Martins, en la plaza de San Pedro de la Ciudad del Vaticano.